# Gran Premio motociclistico di Gran Bretagna 2014
Il Gran Premio motociclistico di Gran Bretagna 2014 è stato la dodicesima prova del motomondiale del 2014, disputato il 31 agosto sul circuito di Silverstone. Si è trattato della 66ª edizione del GP di Gran Bretagna.
Nelle tre classi in gara si è registrata la vittoria di: Marc Márquez nella MotoGP, Esteve Rabat in Moto2 e Álex Rins in Moto3

## MotoGP
Con la vittoria ottenuta in questo gran premio, Marc Márquez raggiunge l'undicesima vittoria su dodici gare dopo la battuta di arresto nel gran premio precedente. La superiorità del pilota spagnolo su Honda è stata piuttosto netta, avendo lo stesso ottenuto anche la pole position e il giro più veloce.
Alle sue spalle sono giunti Jorge Lorenzo e Valentino Rossi su Yamaha.

### Arrivati al traguardo
| Pos. | Nº | Pilota           | Squadra                   | Motocicletta       | Giri | Tempo     | Griglia | Punti |
| ---- | -- | ---------------- | ------------------------- | ------------------ | ---- | --------- | ------- | ----- |
| 1º   | 93 | Marc Márquez     | Repsol Honda              | Honda RC213V       | 20   | 40'51.835 | 1º      | 25    |
| 2º   | 99 | Jorge Lorenzo    | Movistar Yamaha           | Yamaha YZR-M1      | 20   | +0.732    | 3º      | 20    |
| 3º   | 46 | Valentino Rossi  | Movistar Yamaha           | Yamaha YZR-M1      | 20   | +8.519    | 6º      | 16    |
| 4º   | 26 | Dani Pedrosa     | Repsol Honda              | Honda RC213V       | 20   | +8.694    | 5º      | 13    |
| 5º   | 4  | Andrea Dovizioso | Ducati Team               | Ducati Desmosedici | 20   | +9.238    | 2º      | 11    |
| 6º   | 44 | Pol Espargaró    | Monster Yamaha Tech 3     | Yamaha YZR-M1      | 20   | +24.746   | 8º      | 10    |
| 7º   | 6  | Stefan Bradl     | LCR Honda                 | Honda RC213V       | 20   | +26.717   | 9º      | 9     |
| 8º   | 29 | Andrea Iannone   | Pramac Racing             | Ducati Desmosedici | 20   | +26.910   | 10º     | 8     |
| 9º   | 41 | Aleix Espargaró  | NGM Forward Racing        | Forward Yamaha     | 20   | +33.455   | 4º      | 7     |
| 10º  | 45 | Scott Redding    | Go&Fun Honda Gresini      | Honda RCV1000R     | 20   | +39.094   | 11º     | 6     |
| 11º  | 68 | Yonny Hernández  | Energy T.I. Pramac Racing | Ducati Desmosedici | 20   | +40.255   | 13º     | 5     |
| 12º  | 35 | Cal Crutchlow    | Ducati Team               | Ducati Desmosedici | 20   | +43.027   | 15º     | 4     |
| 13º  | 17 | Karel Abraham    | Cardion AB Motoracing     | Honda RCV1000R     | 20   | +52.245   | 14º     | 3     |
| 14º  | 7  | Hiroshi Aoyama   | Drive M7 Aspar            | Honda RCV1000R     | 20   | +58.981   | 16º     | 2     |
| 15º  | 15 | Alex De Angelis  | NGM Forward Racing        | Forward Yamaha     | 20   | +59.164   | 17º     | 1     |
| 16º  | 2  | Leon Camier      | Drive M7 Aspar            | Honda RCV1000R     | 20   | +1'05.680 | 18º     |       |
| 17º  | 70 | Michael Laverty  | Paul Bird Motorsport      | PBM                | 20   | +1'10.939 | 20º     |       |
| 18º  | 9  | Danilo Petrucci  | Octo IodaRacing           | ART                | 20   | +1'16.834 | 19º     |       |
| 19º  | 8  | Héctor Barberá   | Avintia Racing            | Avintia GP14       | 20   | +1'16.904 | 21º     |       |
| 20º  | 63 | Mike Di Meglio   | Avintia Racing            | Avintia GP14       | 20   | +1'34.939 | 22º     |       |
| 21º  | 23 | Broc Parkes      | Paul Bird Motorsport      | PBM                | 20   | +1'38.442 | 23º     |       |
| 22º  | 38 | Bradley Smith    | Monster Yamaha Tech 3     | Yamaha YZR-M1      | 19   | +1 giro   | 7º      |       |

### Ritirato
| Nº | Pilota          | Squadra              | Motocicletta | Giri | Griglia |
| -- | --------------- | -------------------- | ------------ | ---- | ------- |
| 19 | Álvaro Bautista | Go&Fun Honda Gresini | Honda RC213V | 18   | 12º     |

## Moto2
La vittoria, corredata del giro più veloce, è stata appannaggio del pilota spagnolo Esteve Rabat, giunto alla sesta vittoria stagionale e in testa alla classifica del motomondiale dove a questo punto precede il compagno di squadra Mika Kallio che è giunto alle sue spalle anche in questa occasione.
Al terzo posto è giunto un altro pilota spagnolo, Maverick Viñales, al terzo posto anche nella classifica provvisoria del mondiale; tutti i primi piloti erano alla guida di motociclette Kalex.
Da notare che, come wild card, ha preso parte alla gara anche il pilota Jeremy McWilliams, giunto ormai ai 50 anni e assente dalle gare del motomondiale da oltre sette anni; la sua partecipazione si è chiusa con un ventinovesimo posto.

### Arrivati al traguardo
| Pos. | Nº | Pilota             | Squadra                    | Motocicletta       | Giri | Tempo     | Griglia | Punti |
| ---- | -- | ------------------ | -------------------------- | ------------------ | ---- | --------- | ------- | ----- |
| 1º   | 53 | Esteve Rabat       | Marc VDS Racing            | Kalex Moto2        | 18   | 38'29.795 | 4º      | 25    |
| 2º   | 36 | Mika Kallio        | Marc VDS Racing            | Kalex Moto2        | 18   | +0.063    | 2º      | 20    |
| 3º   | 40 | Maverick Viñales   | Paginas Amarillas HP 40    | Kalex Moto2        | 18   | +0.203    | 8º      | 16    |
| 4º   | 5  | Johann Zarco       | AirAsia Caterham           | Caterham Suter     | 18   | +2.774    | 1º      | 13    |
| 5º   | 12 | Thomas Lüthi       | Interwetten Paddock        | Suter MMX2         | 18   | +8.029    | 6º      | 11    |
| 6º   | 21 | Franco Morbidelli  | Italtrans Racing           | Kalex Moto2        | 18   | +10.529   | 10º     | 10    |
| 7º   | 22 | Sam Lowes          | Speed Up                   | Speed Up SF14      | 18   | +10.564   | 7º      | 9     |
| 8º   | 55 | Hafizh Syahrin     | Petronas Raceline Malaysia | Kalex Moto2        | 18   | +17.713   | 21º     | 8     |
| 9º   | 54 | Mattia Pasini      | NGM Forward Racing         | Kalex Moto2        | 18   | +17.802   | 14º     | 7     |
| 10º  | 49 | Axel Pons          | AGR Team                   | Kalex Moto2        | 18   | +18.035   | 11º     | 6     |
| 11º  | 81 | Jordi Torres       | Mapfre Aspar               | Suter MMX2         | 18   | +18.098   | 18º     | 5     |
| 12º  | 60 | Julián Simón       | Italtrans Racing           | Kalex Moto2        | 18   | +18.290   | 13º     | 4     |
| 13º  | 4  | Randy Krummenacher | Octo IodaRacing            | Suter MMX2         | 18   | +18.820   | 24º     | 3     |
| 14º  | 23 | Marcel Schrötter   | Tech 3                     | Tech 3 Mistral 610 | 18   | +19.551   | 22º     | 2     |
| 15º  | 30 | Takaaki Nakagami   | Idemitsu Honda Team Asia   | Kalex Moto2        | 18   | +20.870   | 12º     | 1     |
| 16º  | 88 | Ricard Cardús      | Tech 3                     | Tech 3 Mistral 610 | 18   | +21.320   | 20º     |       |
| 17º  | 96 | Louis Rossi        | SAG Team                   | Kalex Moto2        | 18   | +22.697   | 15º     |       |
| 18º  | 11 | Sandro Cortese     | Dynavolt Intact GP         | Kalex Moto2        | 18   | +29.842   | 9º      |       |
| 19º  | 39 | Luis Salom         | Paginas Amarillas HP 40    | Kalex Moto2        | 18   | +33.487   | 16º     |       |
| 20º  | 8  | Gino Rea           | AGT Rea Racing             | Suter MMX2         | 18   | +33.792   | 26º     |       |
| 21º  | 77 | Dominique Aegerter | Technomag carXpert         | Suter MMX2         | 18   | +47.561   | 19º     |       |
| 22º  | 95 | Anthony West       | QMMF Racing                | Speed Up SF14      | 18   | +47.660   | 25º     |       |
| 23º  | 84 | Riccardo Russo     | Tasca Racing               | Suter MMX2         | 18   | +47.866   | 27º     |       |
| 24º  | 2  | Josh Herrin        | AirAsia Caterham           | Caterham Suter     | 18   | +47.982   | 28º     |       |
| 25º  | 25 | Azlan Shah         | Idemitsu Honda Team Asia   | Kalex Moto2        | 18   | +48.207   | 31º     |       |
| 26º  | 97 | Román Ramos        | QMMF Racing                | Speed Up SF14      | 18   | +48.515   | 29º     |       |
| 27º  | 70 | Robin Mulhauser    | Technomag carXpert         | Suter MMX2         | 18   | +49.699   | 30º     |       |
| 28º  | 10 | Thitipong Warokorn | APH PTT The Pizza SAG      | Kalex Moto2        | 18   | +1'07.489 | 32º     |       |
| 29º  | 9  | Jeremy McWilliams  | Brough Superior Racing     | Taylor Made        | 17   | +1 giro   | 34º     |       |
| 30º  | 80 | Dakota Mamola      | Mapfre Aspar               | Suter MMX2         | 15   | +3 giri   | 33º     |       |

### Ritirati
| Nº | Pilota              | Squadra             | Motocicletta | Giri | Griglia |
| -- | ------------------- | ------------------- | ------------ | ---- | ------- |
| 7  | Lorenzo Baldassarri | Gresini Moto2       | Suter MMX2   | 14   | 23º     |
| 94 | Jonas Folger        | AGR Team            | Kalex Moto2  | 12   | 5º      |
| 3  | Simone Corsi        | NGM Forward Racing  | Kalex Moto2  | 12   | 3º      |
| 19 | Xavier Siméon       | Federal Oil Gresini | Suter MMX2   | 9    | 17º     |

### Non partito
| Nº | Pilota            | Squadra                | Motocicletta |
| -- | ----------------- | ---------------------- | ------------ |
| 45 | Tetsuta Nagashima | Teluru Team JiR Webike | TSR          |

## Moto3
Dopo aver ottenuto la pole position, il pilota spagnolo Álex Rins ha ottenuto anche il primo posto finale, precedendo sul traguardo il suo compagno di squadra e connazionale Álex Márquez anch'egli su Honda. Al terzo posto, su KTM, si è piazzato il pilota italiano Enea Bastianini.

### Arrivati al traguardo
| Pos. | Nº | Pilota              | Squadra                   | Motocicletta        | Giri | Tempo     | Griglia | Punti |
| ---- | -- | ------------------- | ------------------------- | ------------------- | ---- | --------- | ------- | ----- |
| 1º   | 42 | Álex Rins           | Estrella Galicia 0,0      | Honda NSF250R       | 17   | 38'11.330 | 1º      | 25    |
| 2º   | 12 | Álex Márquez        | Estrella Galicia 0,0      | Honda NSF250R       | 17   | +0.011    | 3º      | 20    |
| 3º   | 33 | Enea Bastianini     | Junior Team Go&Fun        | KTM RC 250 GP       | 17   | +0.072    | 4º      | 16    |
| 4º   | 44 | Miguel Oliveira     | Mahindra Racing           | Mahindra MGP3O      | 17   | +0.123    | 7º      | 13    |
| 5º   | 84 | Jakub Kornfeil      | Calvo Team                | KTM RC 250 GP       | 17   | +4.600    | 16º     | 11    |
| 6º   | 8  | Jack Miller         | Red Bull KTM Ajo          | KTM RC 250 GP       | 17   | +4.701    | 8º      | 10    |
| 7º   | 23 | Niccolò Antonelli   | Junior Team Go&Fun        | KTM RC 250 GP       | 17   | +4.767    | 2º      | 9     |
| 8º   | 10 | Alexis Masbou       | Ongetta-Rivacold          | Honda NSF250R       | 17   | +5.593    | 6º      | 8     |
| 9º   | 52 | Danny Kent          | Red Bull Husqvarna Ajo    | Husqvarna FR 250 GP | 17   | +5.659    | 12º     | 7     |
| 10º  | 31 | Niklas Ajo          | Avant Tecno Husqvarna Ajo | Husqvarna FR 250 GP | 17   | +5.671    | 10º     | 6     |
| 11º  | 17 | John McPhee         | SaxoPrint-RTG             | Honda NSF250R       | 17   | +5.749    | 17º     | 5     |
| 12º  | 98 | Karel Hanika        | Red Bull KTM Ajo          | KTM RC 250 GP       | 17   | +5.940    | 13º     | 4     |
| 13º  | 32 | Isaac Viñales       | Calvo Team                | KTM RC 250 GP       | 17   | +6.022    | 9º      | 3     |
| 14º  | 58 | Juanfran Guevara    | Mapfre Aspar              | Kalex KTM           | 17   | +6.204    | 11º     | 2     |
| 15º  | 41 | Brad Binder         | Ambrogio Racing           | Mahindra MGP3O      | 17   | +6.326    | 5º      | 1     |
| 16º  | 5  | Romano Fenati       | SKY Racing Team VR46      | KTM RC 250 GP       | 17   | +6.489    | 22º     |       |
| 17º  | 65 | Philipp Öttl        | Interwetten Paddock       | Kalex KTM           | 17   | +27.163   | 25º     |       |
| 18º  | 63 | Zulfahmi Khairuddin | Ongetta-AirAsia           | Honda NSF250R       | 17   | +27.826   | 34º     |       |
| 19º  | 55 | Andrea Locatelli    | San Carlo Team Italia     | Mahindra MGP3O      | 17   | +28.326   | 29º     |       |
| 20º  | 38 | Hafiq Azmi          | SIC-AJO                   | KTM RC 250 GP       | 17   | +28.374   | 20º     |       |
| 21º  | 21 | Francesco Bagnaia   | SKY Racing Team VR46      | KTM RC 250 GP       | 17   | +29.167   | 18º     |       |
| 22º  | 19 | Alessandro Tonucci  | CIP                       | Mahindra MGP3O      | 17   | +29.222   | 24º     |       |
| 23º  | 13 | Jasper Iwema        | KRP Abbink Racing         | FTR KTM             | 17   | +29.625   | 28º     |       |
| 24º  | 3  | Matteo Ferrari      | San Carlo Team Italia     | Mahindra MGP3O      | 17   | +30.246   | 19º     |       |
| 25º  | 95 | Jules Danilo        | Ambrogio Racing           | Mahindra MGP3O      | 17   | +32.722   | 30º     |       |
| 26º  | 57 | Eric Granado        | Calvo Team                | KTM RC 250 GP       | 17   | +39.672   | 27º     |       |
| 27º  | 99 | Jorge Navarro       | Marc VDS Racing           | Kalex KTM           | 17   | +40.742   | 26º     |       |
| 28º  | 4  | Gabriel Ramos       | Kiefer Racing             | Kalex KTM           | 17   | +43.069   | 33º     |       |
| 29ª  | 22 | Ana Carrasco        | RW Racing GP              | Kalex KTM           | 17   | +1'02.069 | 32ª     |       |

### Ritirati
| Nº | Pilota        | Squadra                    | Motocicletta   | Giri | Griglia |
| -- | ------------- | -------------------------- | -------------- | ---- | ------- |
| 9  | Scott Deroue  | RW Racing GP               | Kalex KTM      | 13   | 14º     |
| 16 | Andrea Migno  | Mahindra Racing            | Mahindra MGP3O | 2    | 21º     |
| 7  | Efrén Vázquez | SaxoPrint-RTG              | Honda NSF250R  | 0    | 15º     |
| 66 | Joe Irving    | Redline Motorcycles/KTM UK | KTM RC 250 GP  | 0    | 31º     |

### Non partiti
| Nº | Pilota         | Squadra       | Motocicletta   |
| -- | -------------- | ------------- | -------------- |
| 51 | Bryan Schouten | CIP           | Mahindra MGP3O |
| 43 | Luca Grünwald  | Kiefer Racing | Kalex KTM      |